# Mikroforlag
Mikroforlag er små, især uafhængige forlag der udgiver bøger, tegnerserier og andet i små oplag og med få årlige titler.
I udlandet kaldes de typisk independent press eller indie publisher i engelsktalende lande og nogle gange Minipresse i Tyskland. Der skelnes desuden imellem small press og micro press, hvor sidstnævnte kun udgiver billigbøger.
I 2015 etableredes Lille Bogdag som bogmesse eller -festival for de danske mikroforlag.

## Historie
Oprindelig var al litteratur selvudgivet, hvad enten på lertavler, skind eller nedfældet på papyrus. Gesjæften var aldrig rentabel, disse udgivelser fandtes blot i ét eksemplar, der siden flittigt kopieredes, med hvad deraf fulgte af fejl.
Astronomen Tycho Brahe var også selvudgiver, han anlagde et privattrykkeri på Hven. Ludvig Holberg solgte sine værker - der alle var selvudgivne - fra boligen i Fiolstræde. Og vor egen blændede fagbogsskribent Søren Kierkegaard, var de første mange år selvudgiver, men kun Enten - Eller blev udsolgt i sit første oplag.
Tidligere forbandt man mikroforlag med underground, undergrundslitteratur, modtryk til konventionelle strømninger (mainstream), og typisk selvudgivere. I slutningen af 2010'erne har man dog også fået øjnene op for at mikroforlag og selvudgivelser kan være af høj kvalitet både inden for faglitteratur og skønlitteratur, selvom det taget i sin helhed ikke gælder som en selvfølge.
I Danmark begyndte for eksempel Forlaget Kahrius siden 1974 at beskæftige sig med selvudgivelser. I vort årtusinde forsøgte mikroforlaget Forlaget 28/6 sig med små billige book-let-lignende udgivelser finansieret af Kunstrådet, i 2008. Allerede året efter lukkede forlaget.
På det seneste er mikroforlagene kommet ind i varmen igen, i 2019 introducerede Odense Lyrik til festival og "Mikrobogdag" med elleve mikroforlag i samarbejde med tidsskriftet Modspor. Også BogForum har de seneste år haft stande til mikroforlag. I Dresden åbnede i 2018 den angiveligt første boghandel i Tyskland der kun handler med litteratur fra små uafhængige forlag - døbt Shakespeares Enkel.

## Kritik
Ældre etablerede forfattere ses i dag ikke sjældent skifte fra de store forlag til mikroforlag i utilfredshed med de kommercialiserede forlags fokus på økonomisk afkast. Landets største forlag, Gyldendal, i dag et aktieselskab, bliver for eksempel af nogle forfattere, der har forladt dem, kaldt en "bogfabrik".
På den anden side kan mikroforlag, der indgår nært samarbejde, komme til at gentage samme miserer de fremsætter over for store forlag, anmeldere, medier, biblioteker og fonde med videre: såsom arrogance og indspisthed og at de dygtigste selvudgivere ties ihjel. Når den stående indvending er at mikroforlagenes produkter ofte ikke har gennemgået en peer review-cyklus, har nogle af disse mikroforlag nedsat sig i tilsvarende eksklusive sammenslutninger, der kun udgiver peer-reviewet litteratur af dem selv.